# Krijt (België)
Krijt (ook: Crijt of het Crijt) is een gehucht dat zich bevindt ten zuiden van Diepenbeek. Het gehucht is door de aanleg van de autosnelweg E313-A13 in tweeën gesplitst waarbij de kapel ten noorden van de weg en het grootste deel van het gehucht ten zuiden van deze weg kwam te liggen.
Krijt bestaat vooral uit enkele straten met lintbebouwing. Ze is gelegen tussen de kern van Diepenbeek en Vliermaalroot.

## Bezienswaardigheden
- De Kapel van het Crijt, aan de Watertorenstraat, is een van oorsprong 18e-eeuws gebouwtje in vakwerkbouw, gevuld met leem. Later werd het kapelletje geheel vernieuwd waarbij de voorgevel behouden bleef, zij het dat het vakwerk opgevuld werd met baksteen. De overige muren werden geheel in baksteen uitgevoerd.

## Natuur en landschap
Krijt ligt aan de noordrand van vochtig-Haspengouw